# Kynodesme

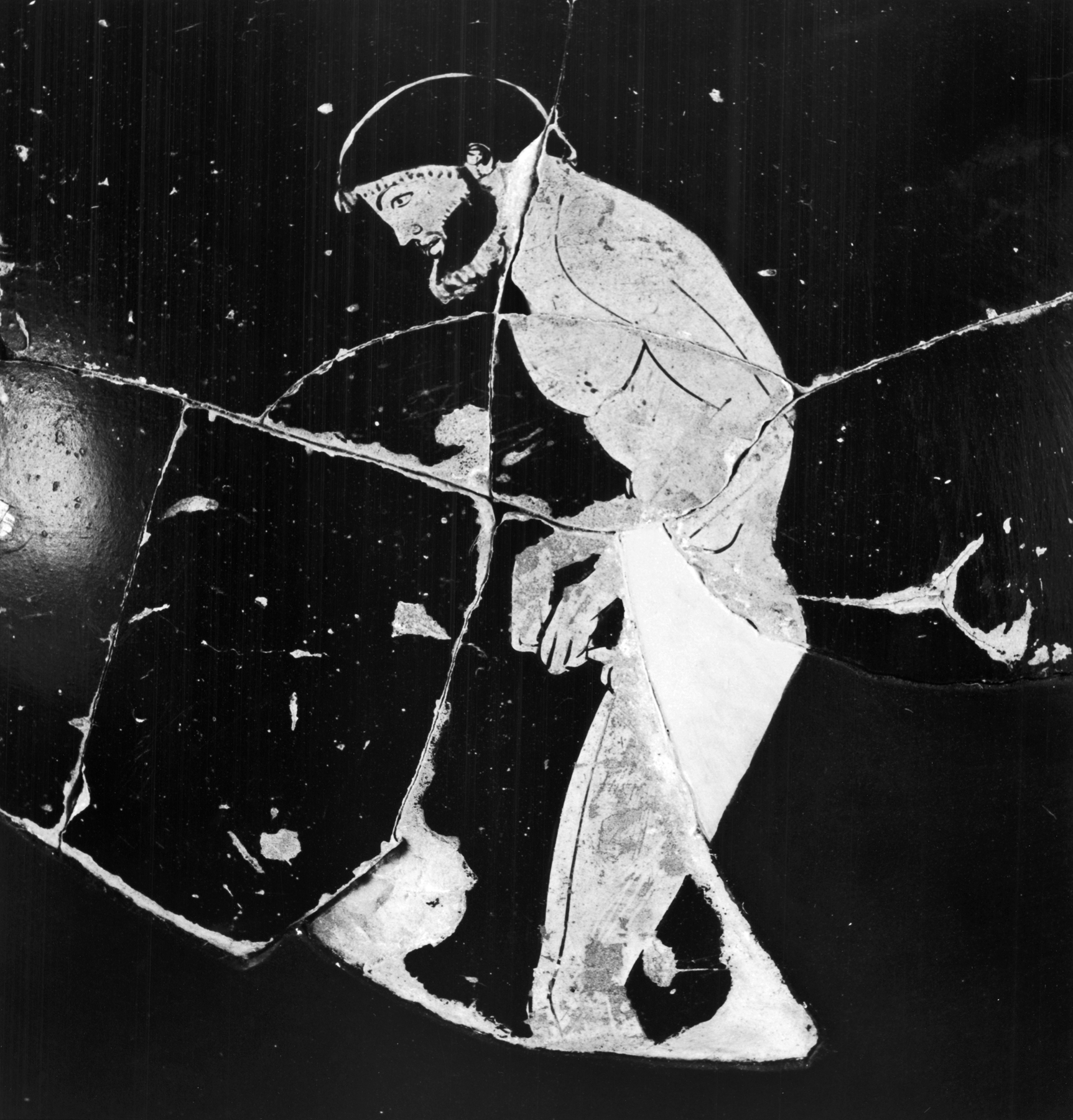
Un atleta mentre si applica una kynodesme rappresentato su uno psyktèr attribuito al pittore di Syriskos, ca. 480 a.C.

La kynodesme (in greco κυνοδέσμη, letteralmente "legatura del cane") era un cordoncino, una stringa o, a volte, una striscia di cuoio che veniva indossata da alcuni atleti e attori nell'antica Grecia, in Etruria e nell'antica Roma, per evitare l'esposizione pubblica del glande.

## Utilizzo e storia
La kynodesme veniva strettamente legata attorno all'ἀκροπόσθιον akropòsthion (ossia punta o estremità della πόσθη pòsthē), cioè la parte del prepuzio che si estende oltre il glande (la parte di pelle che ricopre il glande era invece chiamata πόσθη pòsthē), e veniva indossato durante le apparizioni pubbliche (come è noto, nell'antica Grecia gli atleti si esercitavano e gareggiavano nudi nella stragrande maggioranza delle discipline). La kynodesme poteva poi essere legata a un'altra fascetta legata in vita in modo da alzare il pene ed esporre lo scroto o essere legato alla base del pene, il che conferiva all'organo il tipico aspetto arricciato visibile in numerose statue.

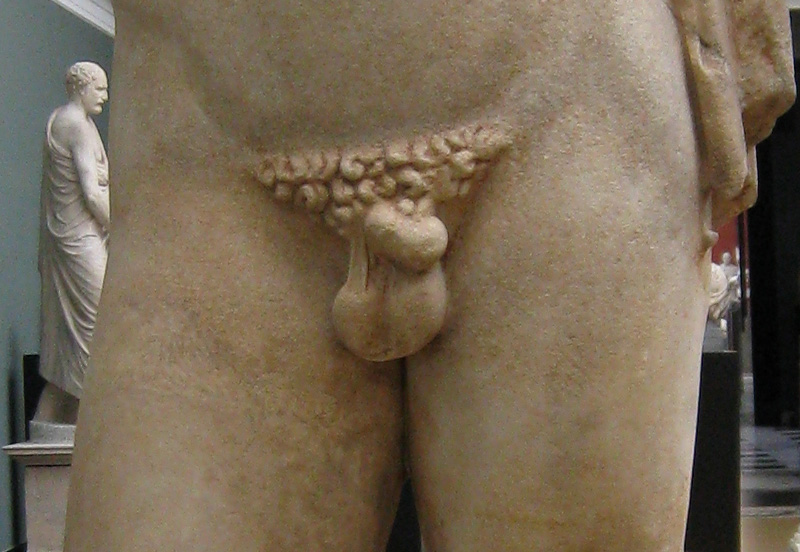
Il particolare di una statua del poeta greco Anacreonte (570 a.C. - 485 a.C.) in cui si vede l'utilizzo della kynodesme legata alla base del pene dopo essere stata avvolta attorno allakroposthion

 Il motivo alla base dell'utilizzo della kynodesme era il fatto che l'esposizione pubblica del pene e soprattutto della sua punta era, per gli uomini adulti, vista come disonorevole e vergognosa da parte degli antichi Greci, una cosa degna solamente di schiavi e barbari. Per questo, la decenza esigeva che coloro i quali fossero tenuti a mostrarsi nudi in pubblico, come gli atleti o gli attori, indossassero qualcosa che evitasse almeno l'esposizione pubblica del glande.
Per coloro che indossavano permanentemente la kynodesme, la continua trazione dell'akroposthion si tramutava in un allungamento del prepuzio, cosa molto desiderata dagli antichi Greci, per i quali un prepuzio ben proporzionato era molto lungo e con una caratteristica forma conica o tubolare.
Il primo riferimento in letteratura alla kynodesme lo si ha nel dramma satiresco intitolato Gli spettatori o atleti ai giochi istmici scritto da Eschilo nel V secolo a.C., ma i primi esempi del suo utilizzo possono essere riscontrati su ceramiche greche antecedenti. 
La kynodesme era utilizzata anche da Etruschi e antichi Romani, i quali chiamano questa pratica ligatura praeputii e che indicano la kynodesme con il termine fibula, termine che può indicare sia una stringa o un fodero di cuoio quale è la kynodesme, sia un anello utilizzato nell'infibulazione prepuziale, e da cui deriva il termine "infibulazione".
Poiché secondo le antiche conoscenze mediche greche e romane l'eccessiva produzione di sperma dovuta a continui rapporti sessuali poteva indebolire i maschi nonché rovinare la qualità mascolina delle loro voci, questa forma di infibulazione maschile non chirurgica (esso non prevede infatti alcuna bucatura o mutilazione del prepuzio ed è completamente reversibile) potrebbe essere stata utilizzata da molti cantanti e attori come pratica volta a preservare il proprio tono di voce.